# Шкала Ґейдж

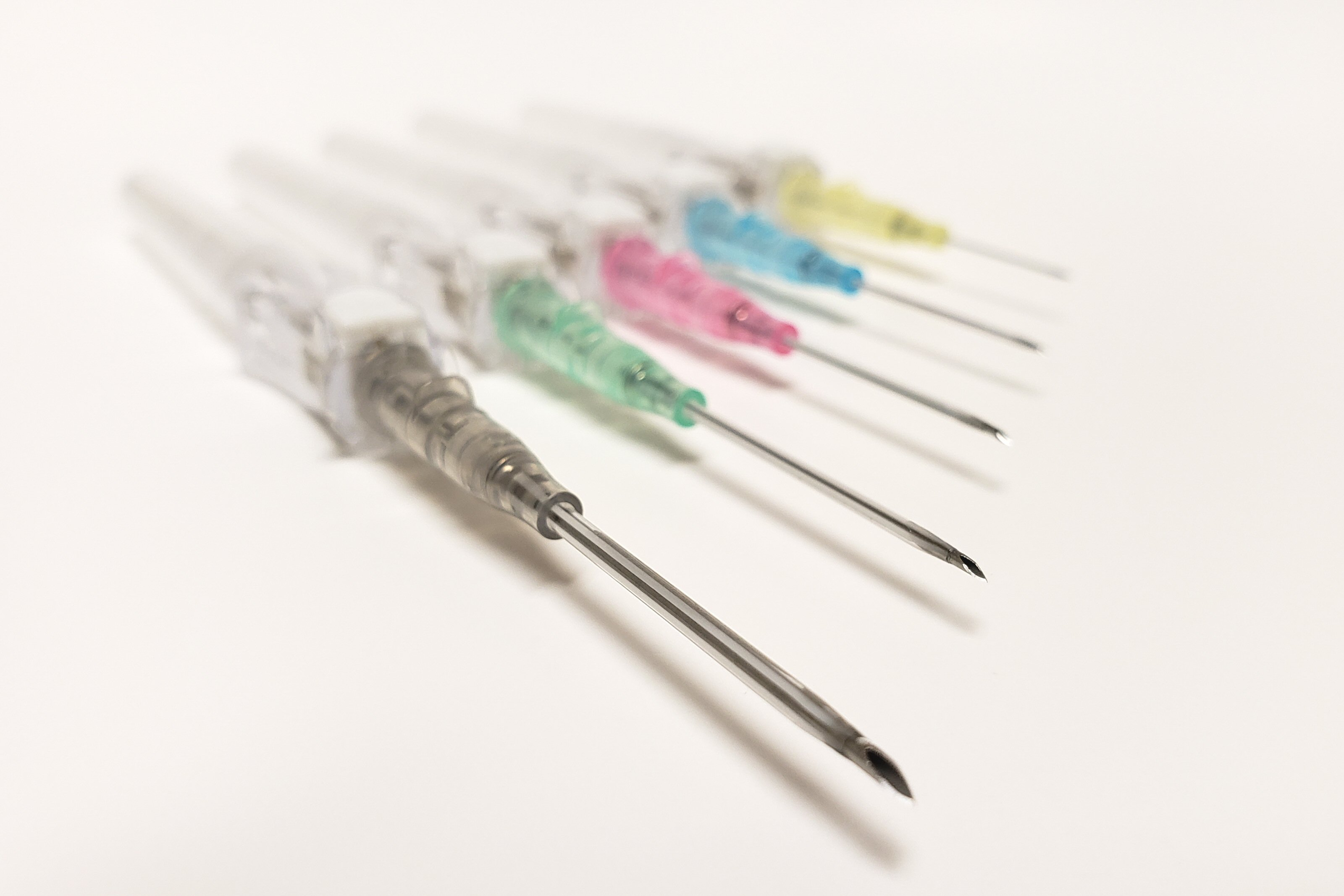
Внутрішньовенні катетери на голці для позначення розміру котрих використовується шкала Ґейдж

Шкала Ґейдж (скор.G, похідне від англ. Birmingham Wire Gauge) — шкала виміру зовнішнього діаметра медичних ін'єкційих голок для шприців, а також периферичних і центральних венозних катетерів та шовного матеріалу. В англомовних джерелах також відома як бірмінгемська шкала (англ. Birmingham gauge). Не треба плутати з французькою шкалою діаметрів катетерів (шкала Френча або Шар'єра).
Фактично число G (Гейдж) визначає, скільки голок поміщається в трубку з внутрішнім діаметром 1 дюйм (25,4 мм).

## Історія

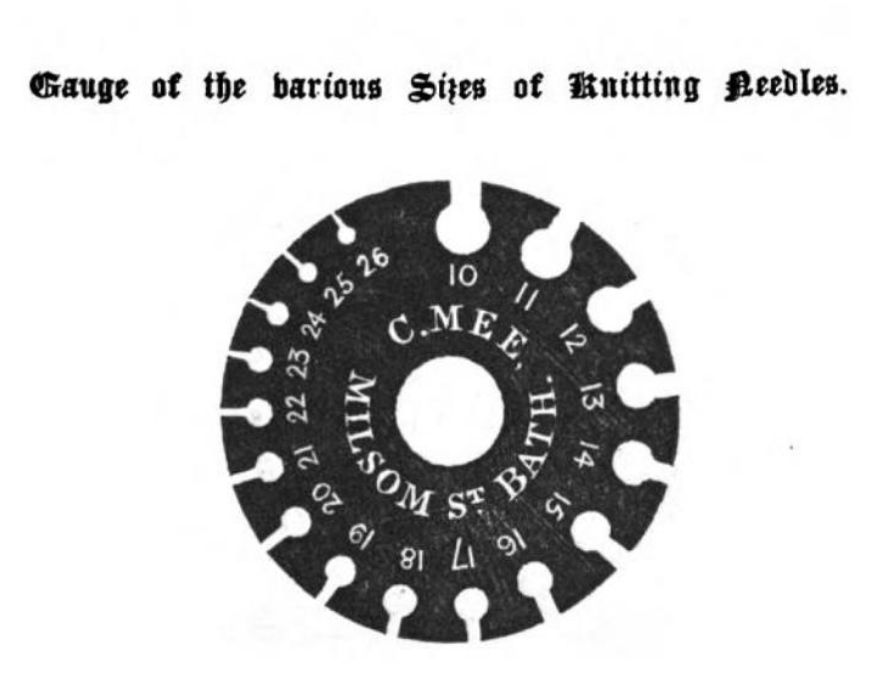
Вимірювач калібру (гейджу) дрота

Гейдж (калібр) спочатку виник як спосіб вимірювання товщини металевого дроту, зокрема залізного. Століттями дріт виготовляли за допомогою процесу, відомого як «волочіння». Процес виготовлення дроту починався з товстого дроту, а тонші дроти виготовлялися шляхом протягування (або витягування) дроту через дедалі менші отвори. Розмір найбільшого дроту, з якого можна було почати, обмежувався силою, яку можна було створити, щоб протягнути його через менший отвір. У допарову добу найбільшу силу міг забезпечити кінь або водяне колесо. Спочатку найбільший дріт отримав позначення 1G, а потім для кожного наступного меншого калібру число збільшувалося на одиницю. Тому, коли дроти стають меншими, число калібру збільшується. Однак, оскільки пізніша технологія (наприклад, парова енергія) дозволяла використовувати більші дроти як початкову голку в процесі креслення, шкалу довелося розширити донизу. Щоб уникнути від'ємних чисел, калібри більше 1 позначалися як 0, 1/0, 2/0 тощо.
Кожен виробник дроту мав би стандартний калібр металу для своїх клієнтів, за допомогою якого вони могли вибрати товщину дроту, яка їм може знадобитися, а також переконатися, що куплений дріт має заявлений розмір. Ця система не вимагала абсолютного вимірювання товщини дроту. Дійсно, у доіндустріальну епоху технологія ще не була настільки складною, щоб виконувати точні, послідовні вимірювання. Це пояснює, чому система є порівняльною, а не абсолютною. Коли Велика Британія стала першою країною в світі, яка стандартизувала систему калібрів у 1884 році, була зроблена спроба зробити збільшення між номерами калібру більш регулярними. Ця система була відома як Британський стандартний калібр дроту, і вона була розроблена на основі старішої Бірмінгемської системи калібру.
У медицині бірмінгемська шкала починає використовуватися на початку 20-го століття.

## Шкала та маркування ін'єкційних голок
Голки для ін'єкцій доступні в широкому діапазоні зовнішніх діаметрів, що описуються калібрувальними номерами (Гейджами). Менші значення G вказують на більші зовнішні діаметри.  Внутрішній діаметр залежить як від калібру (G), так і від товщини стінки голки, та також може залежити від конкретного виробника, тому в таблиці наведені лише зовнішні діаметри з можливою похибкою та кольорове маркування згідно стандарту ISO 6009
- 26G × 1⁄2″ (0.45 × 12 mm) (коричневий)
- 25G × 5⁄8″ (0.5 × 16 mm) (помаранчевий)
- 22G × 1+1⁄4″ (0.7 × 30 mm) (чорний)
- 21G × 1+1⁄2″ (0.8 × 40 mm) (зелений)
- 20G × 1+1⁄2″ (0.9 × 40 mm) (жовтий)
- 19G × 1+1⁄2″ (1.1 × 40 mm) (кремовий)

| Gauge, G | Номінальний зовнішній діаметр голки | Кольорове маркування за стандартом ISO 6009 |  |
| Gauge, G | (мм)                                | Кольорове маркування за стандартом ISO 6009 |  |
| -------- | ----------------------------------- | ------------------------------------------- |  |
| 7        | 4.572 ± 0.025                       | Не визначений                               |  |
| 8        | 4.191 ± 0.025                       | Не визначений                               |  |
| 9        | 3.759 ± 0.025                       | Не визначений                               |  |
| 10       | 3.404 ± 0.025                       | Оливково-коричневий                         |  |
| 11       | 3.048 ± 0.025                       | Зелено-жовтий                               |  |
| 12       | 2.769 ± 0.025                       | Блідо-блакитний                             |  |
| 13       | 2.413 ± 0.025                       | Фіолетовий                                  |  |
| 14       | 2.108 ± 0.025                       | Блідо-зелений                               |  |
| 15       | 1.829 ± 0.013                       | Синьо-сірий                                 |  |
| 16       | 1.651 ± 0.013                       | Білий                                       |  |
| 17       | 1.473 ± 0.013                       | Червоно-фіолетовий                          |  |
| 18       | 1.270 ± 0.013                       | Рожевий                                     |  |
| 19       | 1.067 ± 0.013                       | Кремовий                                    |  |
| 20       | 0.9081 ± 0.0064                     | Жовтий                                      |  |
| 21       | 0.8192 ± 0.0064                     | Насичено зелений                            |  |
| 22       | 0.7176 ± 0.0064                     | Чорний                                      |  |
| 22s      | 0.7176 ± 0.0064                     | Не визначений                               |  |
| 23       | 0.6414 ± 0.0064                     | Насичено синій                              |  |
| 24       | 0.5652 ± 0.0064                     | Помірно-фіолетовий                          |  |
| 25       | 0.5144 ± 0.0064                     | Помаранчевий                                |  |
| 26       | 0.4636 ± 0.0064                     | Коричневий                                  |  |
| 26s      | 0.4737 ± 0.0064                     | Не визначений                               |  |
| 27       | 0.4128 ± 0.0064                     | Помірно сірий                               |  |
| 28       | 0.3620 ± 0.0064                     | Синьо-зелений                               |  |
| 29       | 0.3366 ± 0.0064                     | Червоний                                    |  |
| 30       | 0.3112 ± 0.0064                     | Жовтий                                      |  |
| 31       | 0.2604 ± 0.0064                     | Білий                                       |  |
| 32       | 0.2350 ± 0.0064                     | Насичено зелений                            |  |
| 33       | 0.2096 ± 0.0064                     | Чорний                                      |  |
| 34       | 0.1842 ± 0.0064                     | Помаранчевий                                |  |

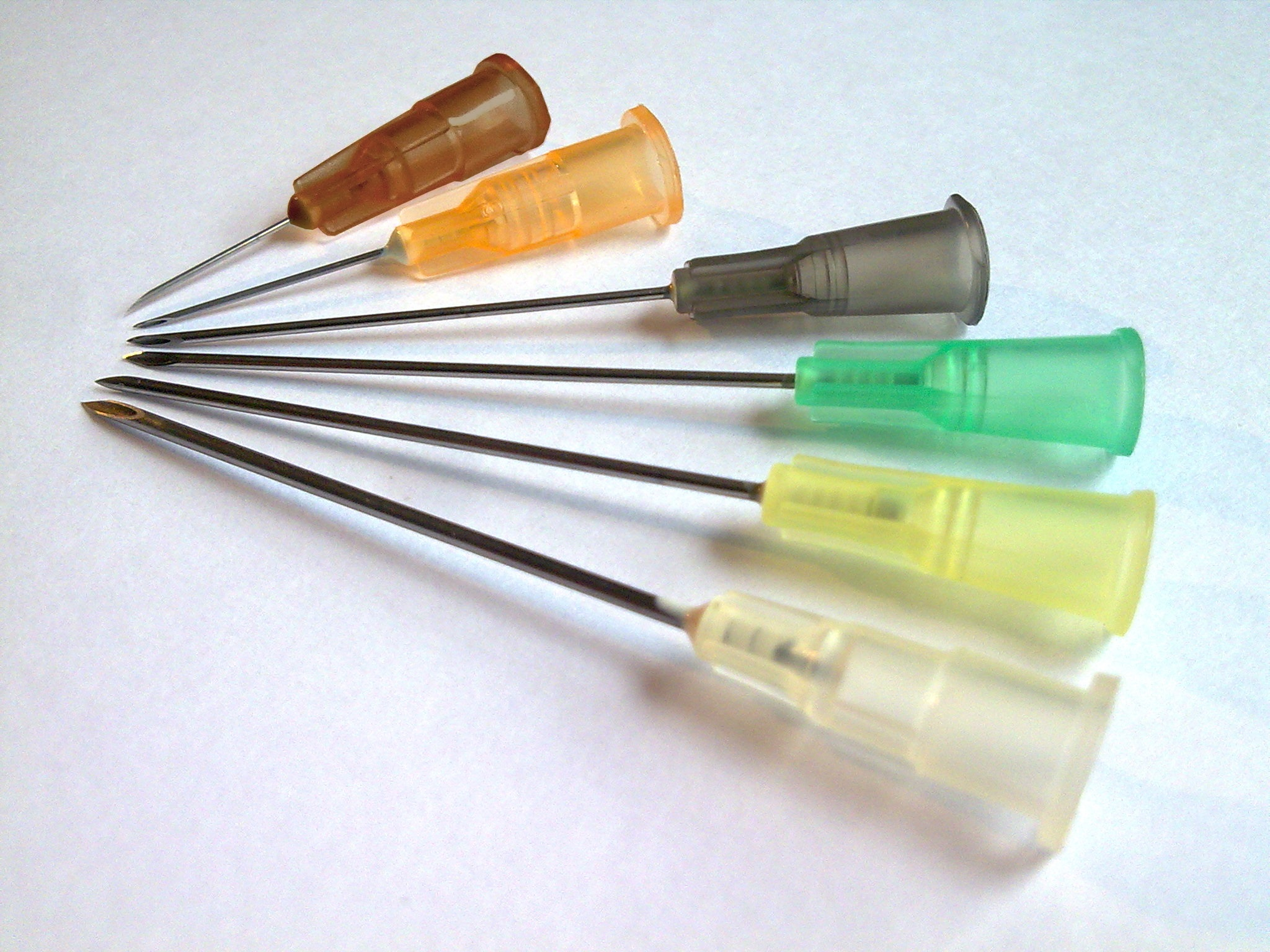
Шість ін'єкційних голок з канюлями Люєра. Ці голки зазвичай використовуються зі шприцами; зверху вниз:
- 26G × 1/2″ (0.45 × 12 mm) (коричневий)
- 25G × 5/8″ (0.5 × 16 mm) (помаранчевий)
- 22G × 1 1/4″ (0.7 × 30 mm) (чорний)
- 21G × 1 1/2″ (0.8 × 40 mm) (зелений)
- 20G × 1 1/2″ (0.9 × 40 mm) (жовтий)
- 19G × 1 1/2″ (1.1 × 40 mm) (кремовий)

Швидке переливання крові через голки 23G або менше може спричинити гемоліз (розрив еритроцитів).

## Шкала та маркування венозних катетерів

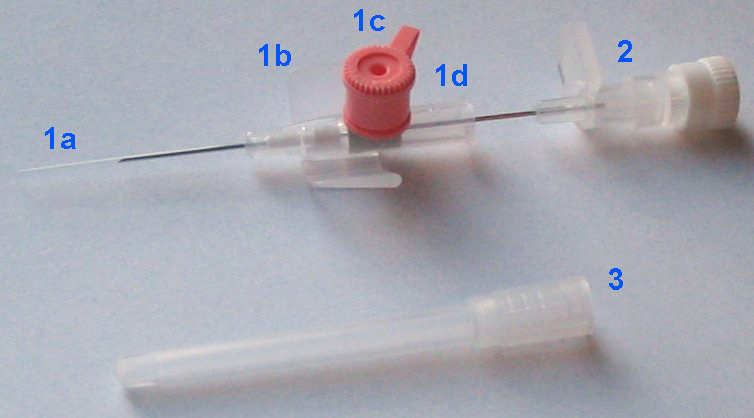
Периферичний венозний катетер

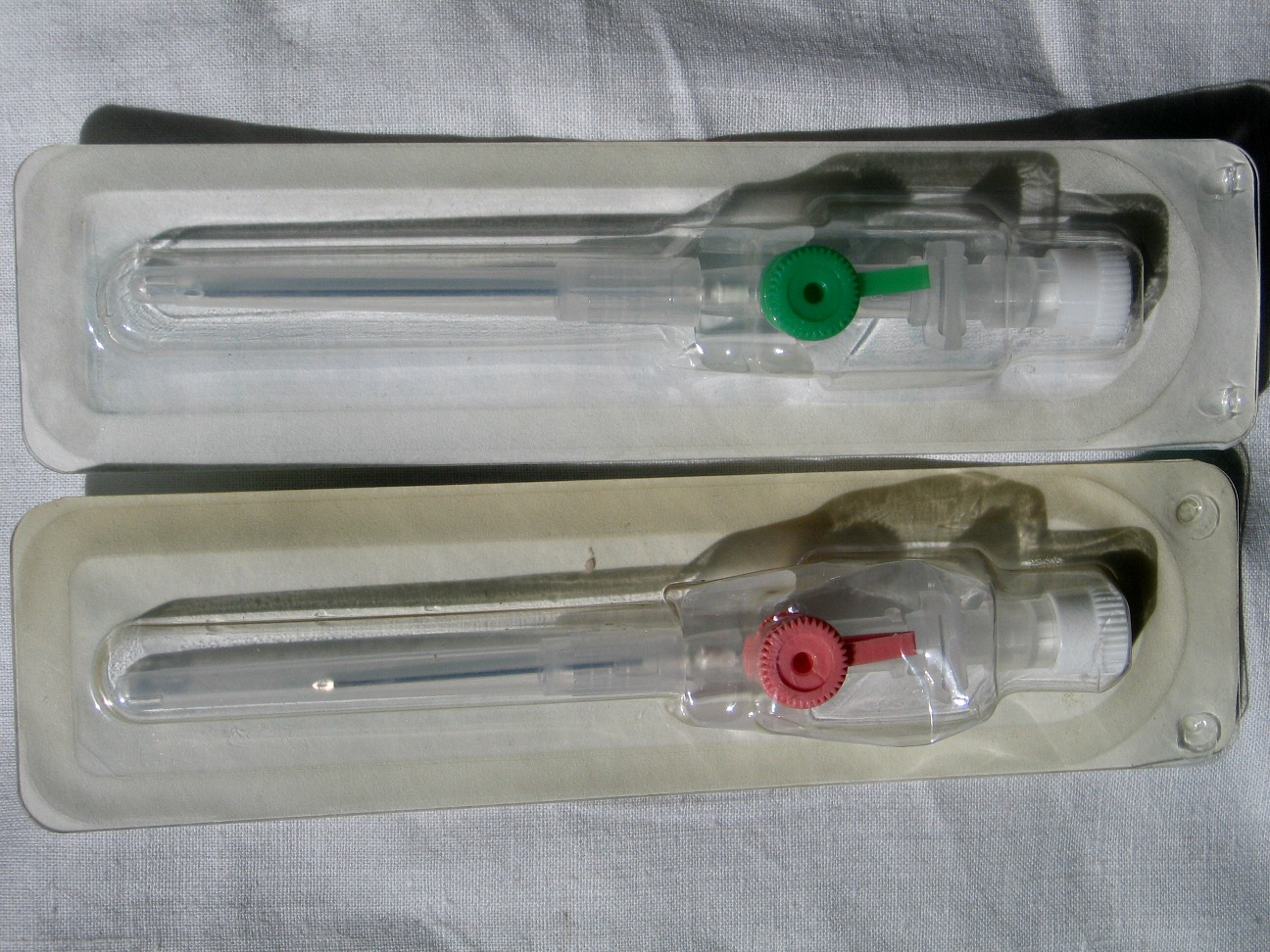
Різне кольорове маркування периферичних венозних катетерів

Периферичні венозні катетери також класифікуються з використанням шклаи Гейдж. Позначення калібру (G) зовнішнього діаметра таке саме, як і для ін'єкційних голок, але колірне кодування інше.
| Gauge (G) | Зовнішній діаметр (мм) | Максимальний швидкість потоку рідини (мл/мін) | Колір маркування | Сфера використання                                                                          |
| --------- | ---------------------- | --------------------------------------------- | ---------------- | ------------------------------------------------------------------------------------------- |
| 14        | 2.0                    | 250–300                                       | Помаранчевий     | Швидке переливання крові та її компонентів                                                  |
| 16        | 1.7                    | 180                                           | Сірий            | Швидке переливання крові та її компонентів                                                  |
| 18        | 1.3                    | 75–120                                        | Зелений          | Переливання крові та.або великих об'ємів рідини                                             |
| 20        | 1.1                    | 40–80                                         | Розовий          | Інфузія 2-3 л. рідини на добу або тривалого введеня ліків                                   |
| 22        | 0.9                    | 42-55                                         | Синій            | Тривале введення ліків, пацієнти з онкологічними хворобами, дорослі та діти з малими венами |
| 24        | 0.7                    | 20-35                                         | Жовтий           | Переважно діти                                                                              |
| 26        | 0.6                    | 10-13                                         | Чорний           | Переважно діти                                                                              |